# Géographie de la Corée du Nord
La Corée du Nord, est un pays d’Asie orientale, composé de 9 provinces, 2 directement gouvernées et 3 régions administratives spéciales. Elle est entourée de 3 pays : la Chine au nord, la Russie à l'extrême nord-est et la Corée du Sud au Sud. Elle est située au nord de la péninsule de Corée, elle est bordée à l'ouest par la mer Jaune et à l'est par la mer du Japon (aussi appelé mer de l'Est).
Le pays fait environ 400 km dans sa plus grande longueur et environ 110 km dans sa plus grande largeur, pour une superficie de 120 538 km2.
Le relief de la Corée du Nord est très montagneux, les trois quarts du pays sont montagneux ou constitués de plateaux. Le point culminant du pays est le mont Paektu avec 2 744 m d'altitude, cinquante montagnes dépassent les 2000 mètres d'altitude principalement dans le Hamgyong.
En 2018, la Corée du Nord compte 25 381 085 habitants répartis de façon non-homogène sur son territoire.
En effet, le relief du pays, avec la présence du plateau de Kaema, a concentré l'essentiel de la population sur la partie ouest[réf. nécessaire].
La ville la plus importante et la capitale est Pyongyang, les autres principales villes du pays sont Hamhung, Chongjin, Nampo, Wonsan, Kaesong et Sinuiju.

## Géographie physique

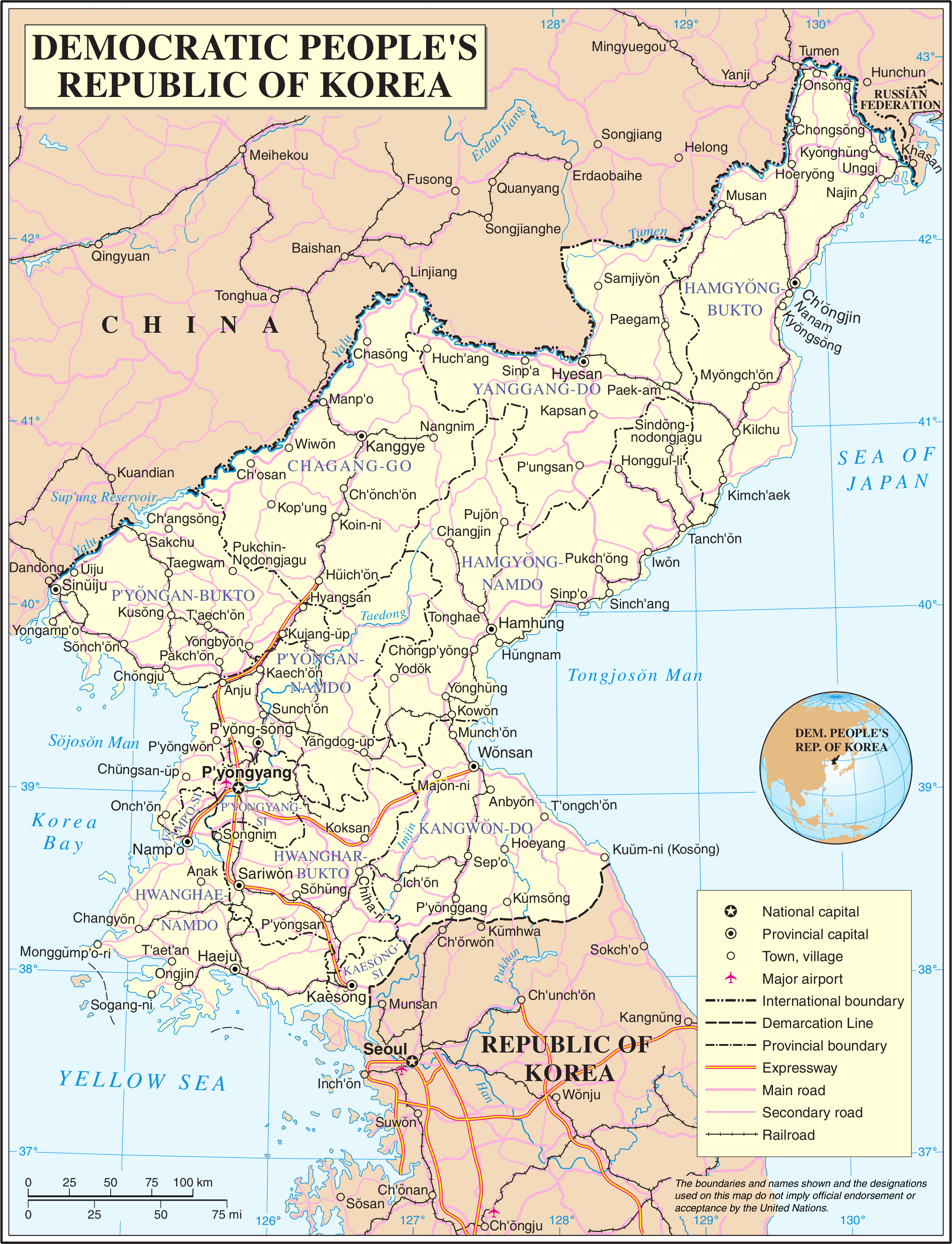
Carte de la Corée du Nord.

D'une superficie de 120 538 km2, elle est bordée au nord par la Chine (frontière 1 416 km), au nord-est par la Russie (frontières de 19 km) et au sud par la Corée du Sud (frontières de 238 km). Ses frontières maritimes sont à l’est par la mer du Japon, appelée par les Coréens mer de l'Est et à l’ouest par la mer Jaune, mer bordière de la mer de Chine orientale.
Les principaux fleuves sont le Yalu, le Tumen, et le Taedong qui passe par la capitale Pyongyang.
La ville la plus importante et la capitale est Pyongyang, les autres principales villes du pays sont Hamhung, Chongjin, Nampo, Wonsan, Kaesong et Sinuiju.
Le point culminant est le mont Paektu (2 750 m), cinquante montagnes dépassant 2 000 m (pour la plupart situées dans le Hamgyong). Les trois quarts du pays sont montagneux ou constitués de plateaux.
Parmi les autres chaînes de montagnes importantes, on peut citer les monts Rangrim, situés dans le centre-nord de la Corée du Nord et orientés nord-sud, ce qui rend les communications entre les parties est et ouest du pays plutôt difficiles, et la chaîne Kangnam, qui longe la frontière entre la Corée du Nord et la Chine. Le Kumgangsan, souvent appelé « mont Kumgang » ou « montagne du Diamant », (environ 1 638 mètres) dans la chaîne de Thaebaek, qui s'étend en Corée du Sud, est célèbre pour la beauté de ses paysages.

### Climat
La Corée du Nord a une combinaison de climat continental et de climat océanique, avec quatre saisons distinctes,. La plupart de la Corée du Nord est classée comme ayant un climat continental humide dans le schéma de classification climatique de Köppen, avec des étés chauds et des hivers froids et secs. En été, il y a une courte saison des pluies appelée « changma ».
Les longs hivers apportent un froid glacial et un temps clair entrecoupé de tempêtes de neige, en raison des vents du nord et du nord-ouest qui soufflent depuis la Sibérie. Les températures moyennes quotidiennes maximales et minimales à Pyongyang en janvier sont de -3°C et -13°C . En moyenne, il neige trente-sept jours durant l'hiver. L'hiver peut être particulièrement rude dans les régions montagneuses du nord.
L'été a tendance à être court, chaud, humide et pluvieux en raison des vents de mousson du sud et du sud-est qui apportent de l'air humide de l'océan Pacifique. Le printemps et l'automne sont des saisons de transition marquées par des températures douces et des vents variables et apportent le temps le plus agréable. Les températures moyennes quotidiennes maximales et minimales pour Pyongyang en août sont de 29°C et 20°C.
En moyenne, environ 60 % de toutes les précipitations ont lieu de juin à septembre. Les risques naturels comprennent les sécheresses de fin de printemps qui sont souvent suivies de graves inondations. Les typhons affectent la péninsule en moyenne au moins une fois par été ou au début de l'automne. La sécheresse qui a débuté en juin 2015, selon l'Agence centrale de presse coréenne, a été la pire observée depuis 100 ans.

### Faune et flore
La faune nord-coréenne fait partie d'un ensemble plus vaste qui regroupe le nord-est de la Chine et l'est de la Sibérie. Elle compte notamment des ours bruns et noirs, des tigres[réf. nécessaire] (dont le tigre en Corée appartenant à la sous-espèce du tigre de Sibérie), des zibelines, des cerfs et des sarcelles du lac Baïkal. Parmi les espèces avicoles, le pic-vert noir à ventre blanc est propre au nord de la Corée.
La flore nord-coréenne est notamment décrite par les trois écorégions qui recouvrent le pays. Les parties les plus peuplées et les plus clémentes du pays (le Hwanghae, la région de Pyongyang et la côte du Kangwon sur la mer du Japon) font partie de la zone des forêts décidues de Corée centrale caractérisée par l'abondance du chêne de Mongolie. Dans les régions aux hivers plus rigoureux des montagnes et du nord, les conifères, notamment le pin de Corée et le sapin de Mandchourie, deviennent plus nombreux, c'est la zone des forêts mixtes de Mandchourie. Au-dessus de 1 100 mètres d'altitude, ce sont les conifères sombres qui prédominent avec une grande quantité de mousses et de fougères et de nombreuses autres plantes (zone des forêts mixtes des monts Changbai).
La Corée du Nord abrite plusieurs parcs naturels, en particulier dans les régions des Monts Chilbo, Paektu, Kuwol, Myohyang et Kumgang.

### Ressources naturelles
Les ressources naturelles comprennent le charbon, le pétrole, le plomb, le tungstène, le zinc, le graphite, la magnésite, le minerai de fer, le cuivre, l'or, les pyrites, le sel, le spath fluor et l'hydroélectricité.

### Géologie
La péninsule coréenne est à la jonction de trois grands domaines tectoniques : la ceinture orogénique paléoasiatique centrale, la ceinture orogénique paléotéthysienne et la ceinture orogénique du Pacifique occidental. La péninsule est donc un domaine clé pour comprendre l'évolution géotectonique de l'Asie du Nord-Est, et même de la planète. On a longtemps pensé que la péninsule était étroitement liée à la Chine continentale (on a souvent parlé de craton sinocoréen pour désigner le craton du Nord de la Chine (en), CNC) mais il s'agissait d'une simple hypothèse, en l'absence d'informations géologiques pertinentes en Corée du Nord.
Une collaboration tripartite visant à combler cette lacune a publié en 2019 ses premières conclusions :
- la péninsule coréenne comprend trois grands massifs précambriens : les massifs de Rangnim, Gyeonggi et Yeongnam (en). Les massifs de Rangnim et de Gyeonggi sont séparés par la ceinture structurale d'Imjingang, tandis que les massifs de Gyeonggi et de Yeongnam sont séparés par la ceinture structurale d'Ogcheon ;
- le sous-sol du massif de Rangnim est corrélé à celui du CNC. Les roches métamorphiques caractéristiques du faciès des granulites à haute température/haute pression, y compris les roches métasédimentaires (khondalites (en), métagrès et marbres), avec des âges métamorphiques d'environ 1,9 à 1,8 Ga, se retrouvent dans les trois massifs, comme dans le CNC ;
- les séquences sédimentaires du rift protérozoïque sont développées dans le CNC et en Corée du Nord, mais les strates du Paléoprotérozoïque inférieur sont rares et les strates du Néoprotérozoïque sont plus développées en Corée du Nord que dans le CNC ;
- les bassins de Phyongnam et de Taebaeksan constituent les deux principaux bassins paléozoïques du massif de Rangnim et des massifs de Gyeonggi et de Yeongnam. Tous deux ont une tectonostratigraphie paléozoïque similaire à celle du CNC ;
- bien que la nature et la signification tectonique de la ceinture d'Imjingang demeurent controversées, elle ne présente pas les caractéristiques et la nature d'une ceinture orogénique de collision ;
- le complexe Hongseong, qui comporte des éclogites, est situé dans la partie sud-ouest du massif de Gyeonggi en Corée du Sud, mais aucune unité rocheuse similaire n'a été trouvée en Corée du Nord ;
- les roches ignées mésozoïques sont largement répandues dans les parties Nord et Sud de la péninsule. Le magmatisme triasique est lié à l'orogenèse indosinienne. Les roches ignées du Jurassique et du Crétacé présentent des âges et une distribution spatio-temporelle différentes de celles du CNC, et irrégulières.

## Géographie administrative

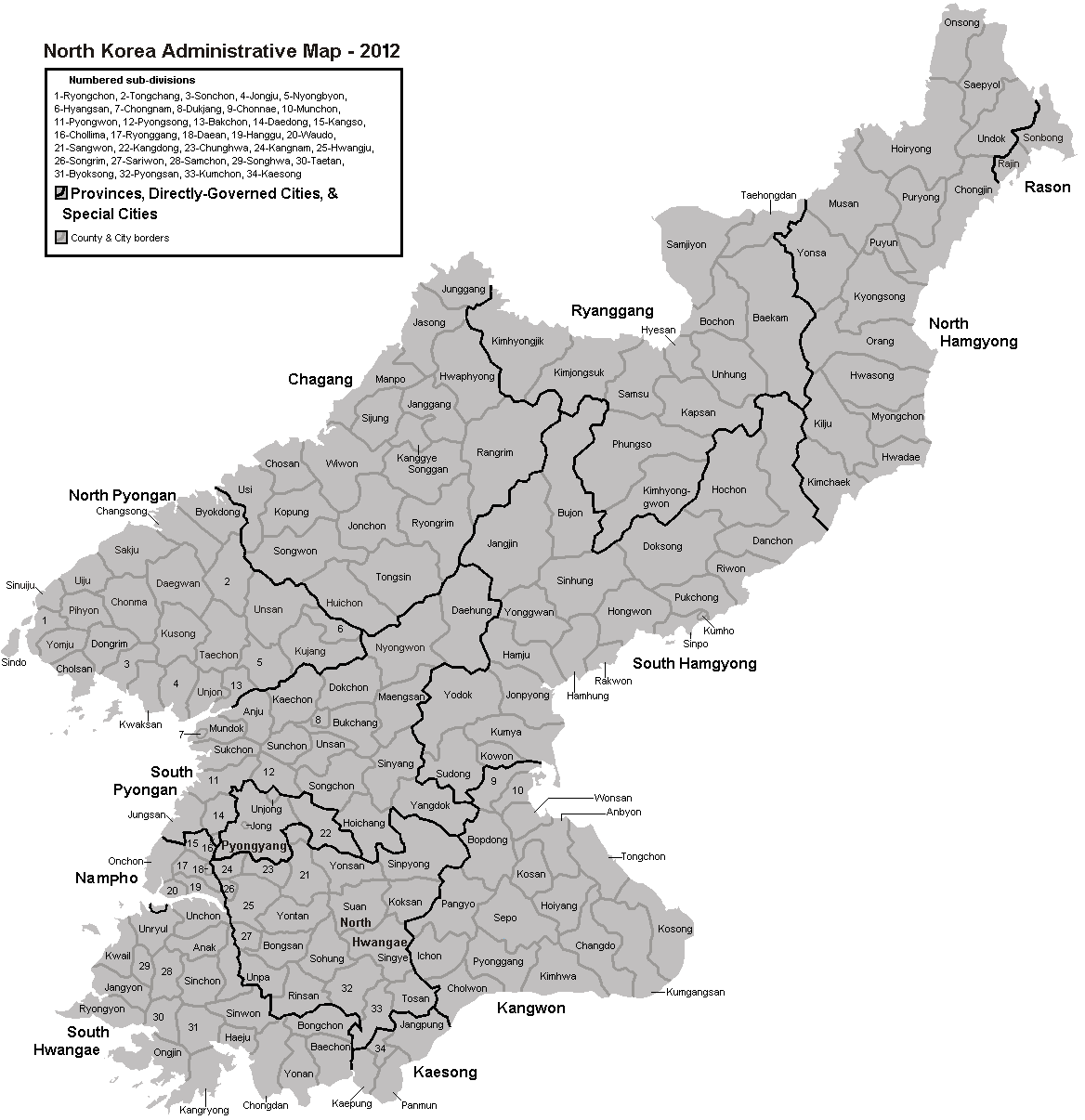
Carte administrative de la Corée du Nord.

Administrativement, la Corée du Nord compte neuf provinces et quatre villes sous statut administratif propre.
Les neuf provinces sont :
- Kangwon, au sud-est (chef-lieu de province : Wonsan), où se situent les monts Kumgang ou Kumgangsan ("san" signifie montagne en coréen) ;
- Chagang, au nord-ouest, frontalière avec la Chine (chef-lieu de province : Kanggye) ;
- Ryanggang, au nord (chef-lieu de province : Hyesan), le Mont Paektu, point culminant de la Corée du Nord à la frontière sino-coréenne, appartient au Ryanggang ;
- Pyongan du Nord, au nord-ouest (chef-lieu de province : Sinuiju)
- Pyongan du Sud, à l’ouest (chef-lieu de province : Pyongsong) ; les monts Myohyang sont à la limite de la province du Sud Pyongan et du Jagang ;
- Hamgyong du Nord, à l'extrême-nord (chef-lieu de province : Chongjin) ;
- Hamgyong du Sud, au nord-est du pays (chef-lieu de province : Hamhung, (autre ville importante : le port de Sinpo ;
- Hwanghae du Nord, au sud-ouest (chefs-lieux de province : Sariwon) ;
- Hwanghae du Sud, à l’extrême-sud du pays (chefs-lieux de province : Haeju).

Les cinq villes ayant un statut particulier sont :
- Pyongyang et sa province ;
- Nampo ;
- Région administrative spéciale de Sinuiju ;
- la conurbation de Rajin-Sonbong ;
- Kaesong.

Les deux derniers cités étant également des zones économiques spéciales.